# Rafflesia zollingeriana
Rafflesia zollingeriana — вид паразитических многолетних растений рода Раффлезия (Rafflesia) семейства Раффлезиевые (Rafflesiaceae), произрастающий на острове Ява (Индонезия).

## Систематика

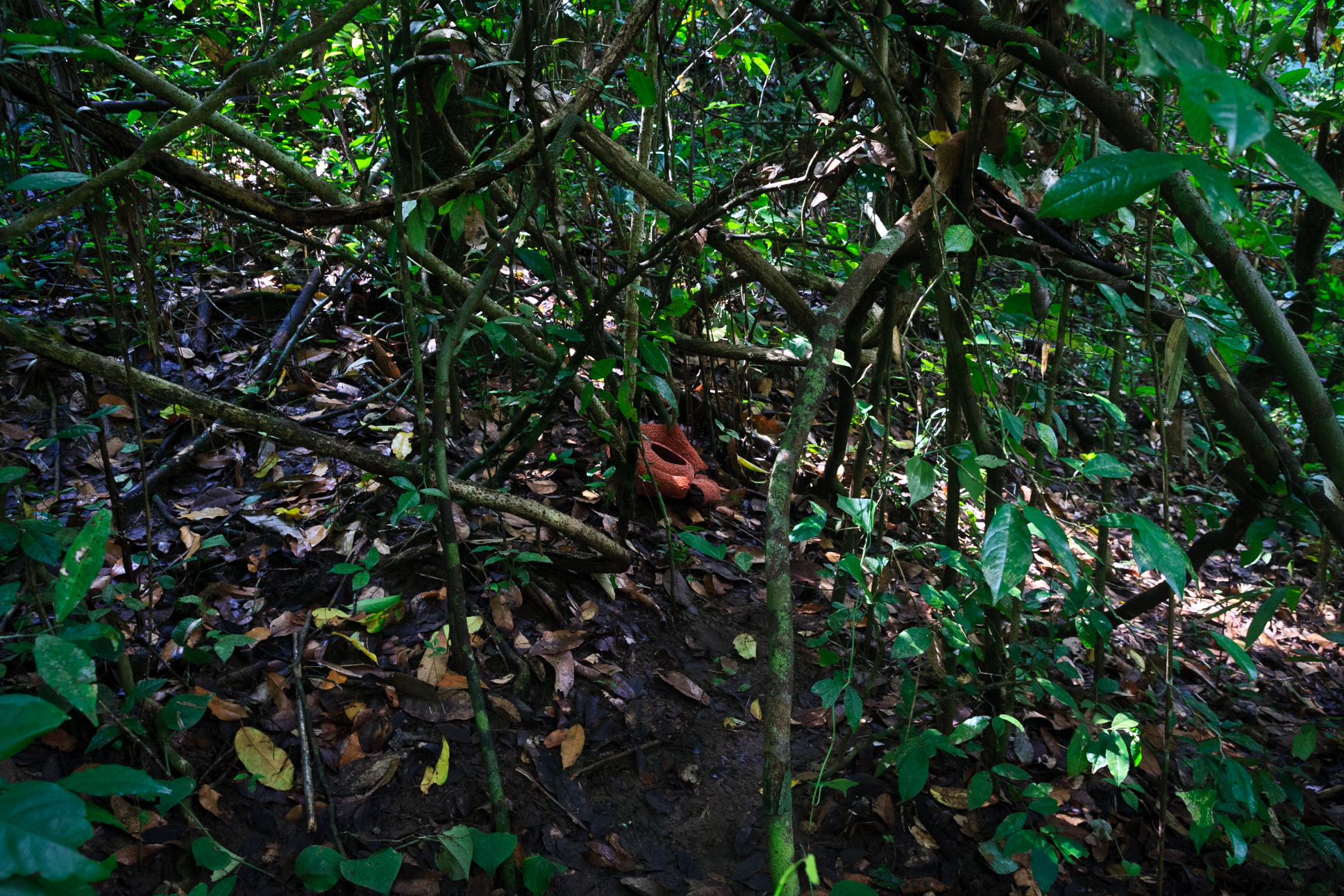
В естественной среде обитания

Индонезия является домом для более чем 15 видов раффлезии, встречающихся на Суматре, Калимантане и Яве. Среди них Rafflesia patma, Rafflesia rochussenii, и Rafflesia zollingeriana распространены на Яве. Rafflesia patma была впервые обнаружена на острове Нуса-Камбанган и зарегистрирована вдоль южного побережья Явы. Rafflesia rochussenii растет на разных высотах в таких местах, как национальный парк Gunung Gede Pangrango и Mandapajaya. Rafflesia zollingeriana встречается в национальном парке Меру Бетири и прилегающих районах и впервые была описана Кордерсом из экземпляров в Ватанган Пугер, Джембер, Восточная Ява.
Отличительными характеристиками этих видов являются отсутствие отростков и плоский ободок на диске у Rafflesia rochussenii, тогда как у Rafflesia zollingeriana меньшие размеры и отсутствие внешнего кольца по сравнению с Rafflesia patma. Однако существуют разные мнения относительно классификации Rafflesia zollingeriana, некоторые считают ее синонимом Rafflesia patma.
Исследование проводилось в национальном парке Меру Бетири в марте 2016 года без сбора образцов. Морфологическую характеристику проводили в полевых условиях, измеряя различные части цветка линейкой и электронным штангенциркулем. Цветы были задокументированы с помощью камер и цифрового микроскопа. Было проведено сравнение с образцами из предыдущих исследований, включая образцы Rafflesia zollingeriana из гербарных коллекций и образец Rafflesia patma из природного заповедника Боджонг Ларанг в Чианджуре, Западная Ява, чтобы подтвердить различия между видами.

## Описание
Бутоны раффлезии до цветения могут достигать 23 см в диаметре, а размер зрелых женских цветков составляет около 27 × 25 см. Доли перигона (англ. perigone lobes, лепесткообразные структуры цветка) с закругленной вершиной имеют длину от 5,9 до 10 см и ширину от 9 до 12 см. Бородавки на перигоне неравномерного размера, цвет перигона преимущественно оранжевый, с бело-кремовыми бородавками. Диафрагма размером 15 × 17 см в диаметре имеет больше преобладающих неправильных бело-кремовых бородавок, чем оранжевых участков. Диафрагма открывается до 8×9 см в диаметре. Цветочная трубка стоит на высоте 15 см.
Под поверхностью диафрагмы рамента (англ. ramenta, волосовидные структуры, которые можно найти на перигональной трубке и диафрагме) состоит из групп глубоко или мелколопастных бугорков длиной от 1,7 до 2,3 мм. Диск имеет диаметр 8,5 × 9 см, высота венчика 1,7 см. Верхний и нижний края диска имеют гладкие шипы, а поверхность диска бело-кремового цвета. Отростки, расположенные тремя кольцами, представляют собой оранжевые остроконечные плоские шишки. Внешнее кольцо содержит 20 отростков, среднее кольцо — 15, а центральное кольцо — 10 отростков. Отростки различаются по размеру, размером 0,5 × 1,5 см, а некоторые имеют гладкие шипы на вершине. Кольцо покрыто густым волосяным покровом и имеет хорошо развитую наружную поверхность размером 8,2 × 9,5 см в диаметре и толщиной 5 мм. Внутреннее кольцо тоньше, его диаметр составляет 7,5 × 9 см, а толщина всего 1 мм. Центральная колонна имеет высоту 1,5 см и имеет гладкую канавку, спускающуюся к внутреннему кольцу неравномерного размера. Женский цветок содержит завязь размером 6 × 10 см в диаметре, расположенную на расстоянии 5,2 см от основания цветка. Камера яичника содержит многочисленные крошечные белые семязачатки. Наличие пыльников неизвестно.

## Фенология
Rafflesia zollingeriana цветет в марте. Предыдущее исследование (Lestari et al. (2014b)) указывает на то, что данный вид цветет во время сезона дождей, включая январь, март, апрель, июнь, июль, август, октябрь и ноябрь.

## Таксономия
Rafflesia zollingeriana Koord., первое упоминание в Bot. Overz. Raffles.: 67 (1918).